# Marco Delgado
Marco Antonio Delgado (Glendora, 16 mei 1995) is een Amerikaans profvoetballer die bij voorkeur als middenvelder speelt. Hij verruilde in 2015 Chivas USA voor Toronto FC. 

## Clubcarrière
Delgado kwam uit de eigen opleiding van Chivas USA en tekende op 2 april 2012 een contract bij de club. Delgado maakte zijn debuut op 4 oktober 2012 in een met 4-0 verloren wedstrijd tegen Vancouver Whitecaps. Het seizoen in 2014 was het laatste seizoen voor voetbalclub Chivas USA (de voetbalclub werd opgeheven), waarna Delgado voor 2015 tekende bij Toronto FC. Op 12 juli 2015 maakte hij tegen New York City FC zijn eerste doelpunt voor Toronto.